# Marco Estatório Segundo
Marco Estatório Segundo (em latim: Marcus Statorius Secundus) foi um senador romano nomeado cônsul sufecto para o nundínio de julho a agosto de 121 com Lúcio Semprônio Mérula Auspicato. Aparentemente Segundo foi o primeiro e único membro de sua família a chegar ao consulado. Em 121 (e não em 122 ou 123 como se acreditava anteriormente), chegou ao consulado. Por volta de 127 ou 128, Segundo foi legado imperial da Capadócia e, durante seu mandato, ordenou que a estrada que ligava a Armênia Menor ao Eufrates fosse restaurada. Depois disto, nada mais se sabe sobre ele.